# محمد بن الصباح الدولابي
أبو جعفر محمد بن الصباح الدولابي البغدادي مولى مزينة (150 هـ‍ - 227 هـ‍)، البزاز التاجر، محدث ثقة من شيوخ البخاري ومسلم، مصنف السنن. قال يعقوب بن شيبة: ثقة، صاحب سنة، عالم بهشيم. وقيل: كان أحمد بن حنبل يجله ويعظمه.

## روايته للحديث النبوي
- سمع: شريك بن عبد الله بن أبي نمر وإسماعيل بن زكريا وهشيم بن بشير وابن أبي الزناد وخالدا الطحان وأبا معاوية وابن المبارك وإسماعيل بن جعفر وجرير بن عبد المجيد وسفيان بن عيينة وإسماعيل بن علية وحفص بن غياث وطائفة.
- حدث عنه: أحمد بن حنبل وابنه عبد الله والبخاري ومسلم وأبو داود وإبراهيم الحربي وتمتام وأبو حاتم وأبو العلاء محمد بن أحمد بن جعفر الوكيعي وخلق.

- الجرح والتعديل: قال أبو أحمد بن عدي الجرجاني: شيخ سني من الصالحين. وقال أبو حاتم الرازي: ثقة ممن يحتج بحديثه. وذكره أبو حاتم بن حبان البستي في الثقات. وقال أبو عبد الله الحاكم النيسابوري: ثقة مأمون. وقال أحمد بن حنبل: شيخنا ثقة. وقال أحمد بن صالح الجيلي: ثقة. وقال ابن حجر العسقلاني: ثقة حافظ. وقال الذهبي: ثقة حافظ. وقال محمد بن غالب تمتام: ثقة مأمون. وقال مسلمة بن القاسم الأندلسي: ثقة مشهور. وقال يحيى بن معين: ثقة مأمون. وقال يعقوب بن شيبة السدوسي : ثقة، صاحب حديث، ومرة: ثقة عالم بهشيم.

## وفاته
مات بالكرخ في المحرم سنة سبع وعشرين ومئتين وقال ولده أحمد بن محمد عاش والدي سبعا وسبعين سنة غير شهر أو شهرين قال الذهبي: مات معه في العام المعتصم الخليفة وبشر الحافي وأحمد بن يونس اليربوعي وسعيد بن منصور والهيثم بن خارجة وإسماعيل بن عمرو البجلي الأصبهاني وسهل بن بكار البصري وأبو النضر الفراديسي وعدة من العلماء.